# Miele ibleo

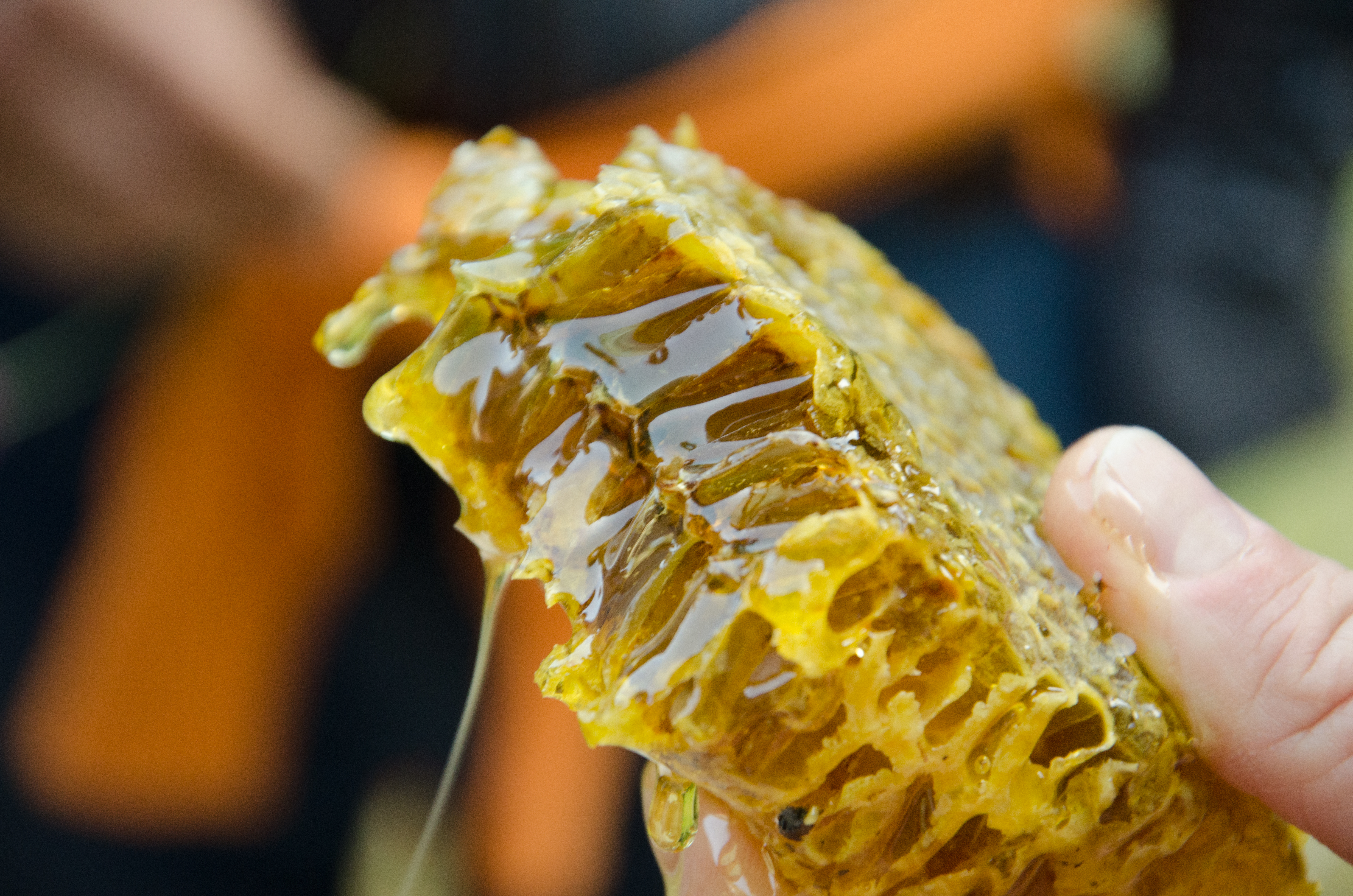
Miele ibleo prodotto nella Valle dell'Anapo

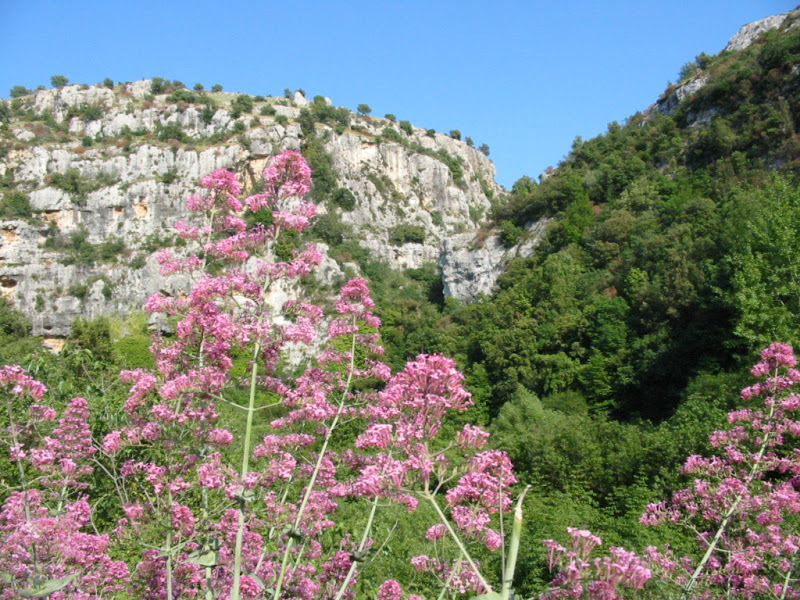
Un tratto dei monti Iblei presso Pantalica

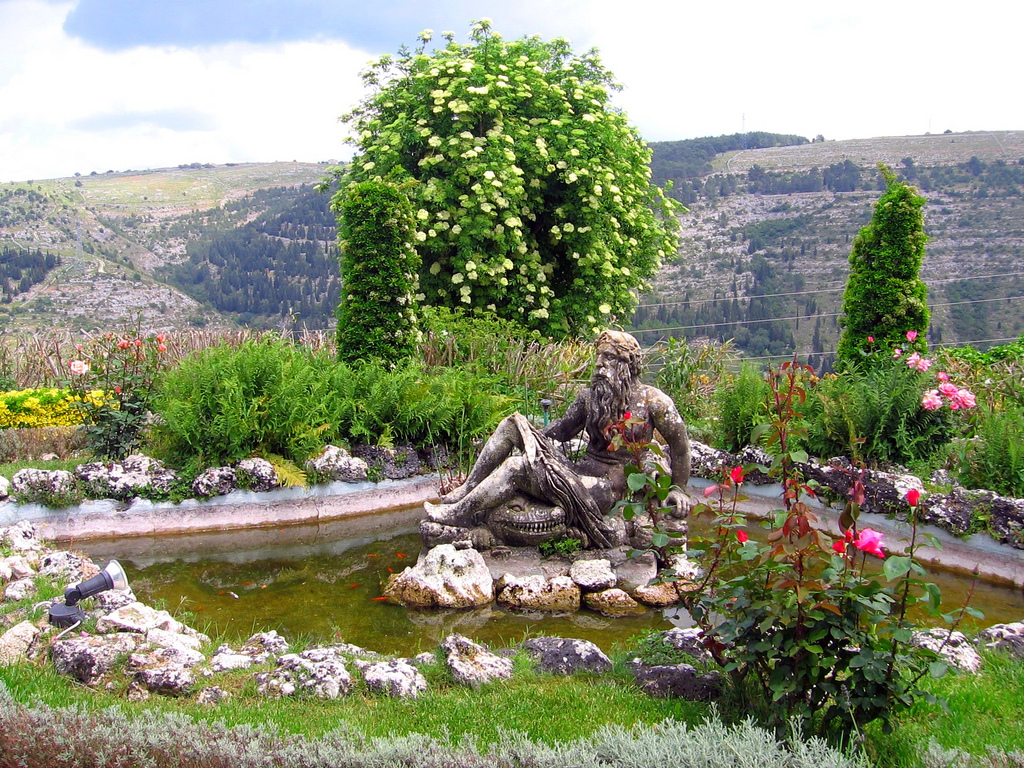
Altro tratto dei monti presso il giardino Ibleo di Ragusa

Il miele ibleo rappresenta uno dei mieli più noti e celebrati al mondo. In epoca greca, e in forma ancora maggiore in epoca romana, fu descritto e citato da numerosissimi scrittori.
(Servio Onorato, Vergilii Bucolicon librum, VII, vv. 37-40.)
Esso trae la propria origine principalmente dal timo, che in abbondanza cresce sui monti Iblei. Anticamente la sua produzione era legata alla città di Ibla (o le città delle Ible), il cui sito oggi risulta disperso. Il collegamento tra la figura dell'ape e Ibla era talmente forte che i suoi abitanti, parlando dei sudditi del mitico re Iblone, in tempi odierni sono stati appellati come «il popolo delle api», poiché essi avevano scavato le loro nicchie nell'alta parete rocciosa in forma verticale: ricordando le api nell'alveare.
(Miele e Iblei in Leonardo Sciascia, Fatti diversi di storia letteraria e civile.)
L'ape mellifera divenne un simbolo di Ibla, effigiata nelle sue monete (vedi Monetazione delle Ible): dei suoi monti si diceva che fossero affollati di api e di fiori. Il termine Ibla divenne sinonimo di dolce e il miele di questi colli divenne eccelsa espressione poetica.
Solo il miele ibleo poteva essere paragonato, secondo gli antichi, al miele del monte Imetto, prodotto in Attica, e spesso veniva giudicato superiore a quello greco. La fama del miele ibleo oltrepassò l'epoca classica, giungendo nei testi medievali e venendo descritto da insigni personaggi come Shakespeare, Collins, Robinson, MacDonald e diversi altri autori esteri; così come venne accolto nei testi degli autori italiani: il miele degli Iblei lo si ritrova in Foscolo, D’Annunzio Quasimodo (egli nativo di questi monti) e in molti altri ancora.
La produzione del miele ibleo non è terminata con le epoche passate. Ancor oggi sul territorio si lavora e si produce miele. Attualmente il miele ibleo è riconosciuto come prodotto P.A.T. della regione Sicilia e le zone di produzione sono il siracusano, il catanese e il ragusano. Oltre al miele di timo viene prodotto anche il miele di cardo, zagara, carrubbo e eucalyptus.

## Il miele ibleo nell'antichità

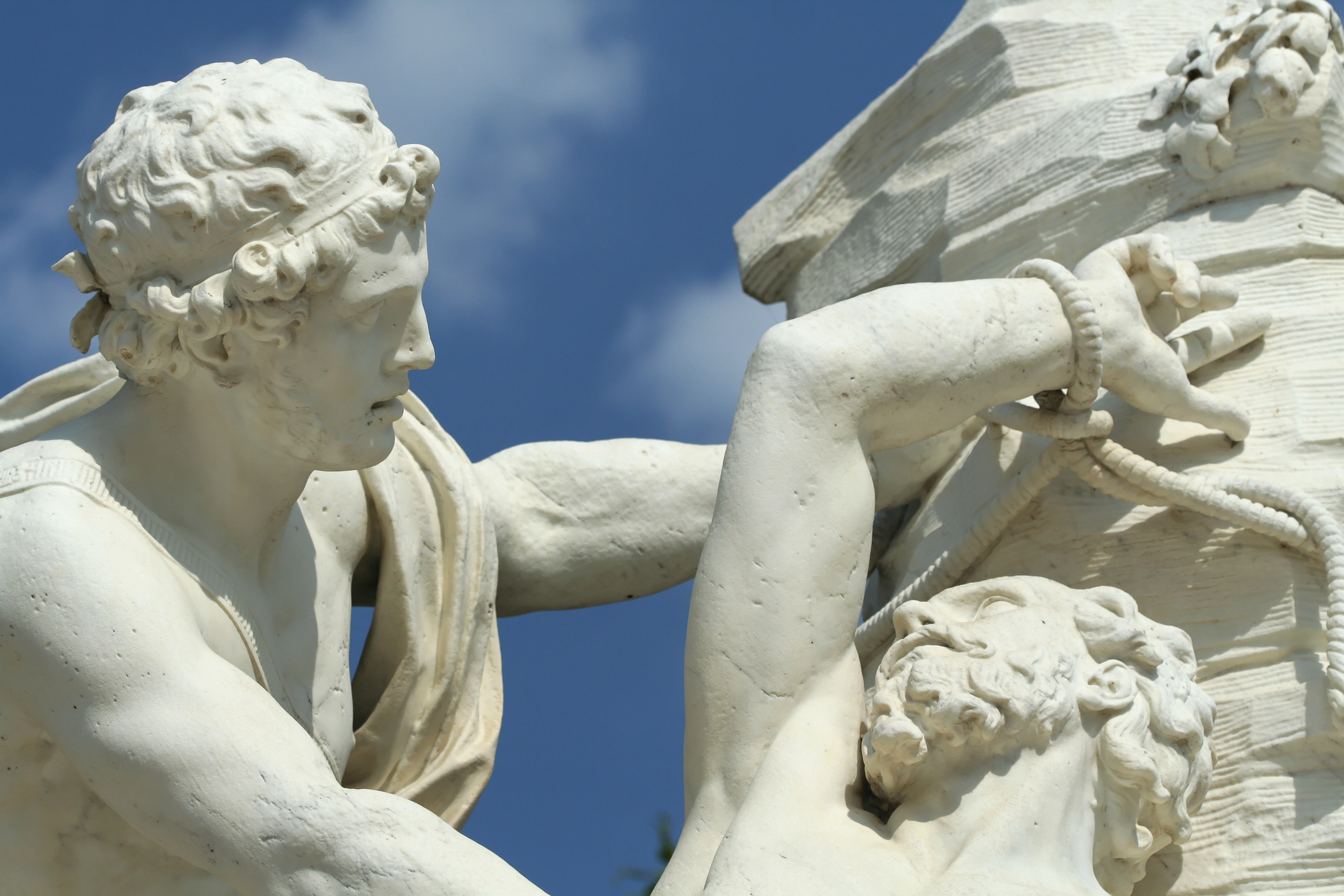
Giardini di Versailles: Aristeo lotta con suo cugino Proteo per sapere da questi cosa uccidesse le sue api

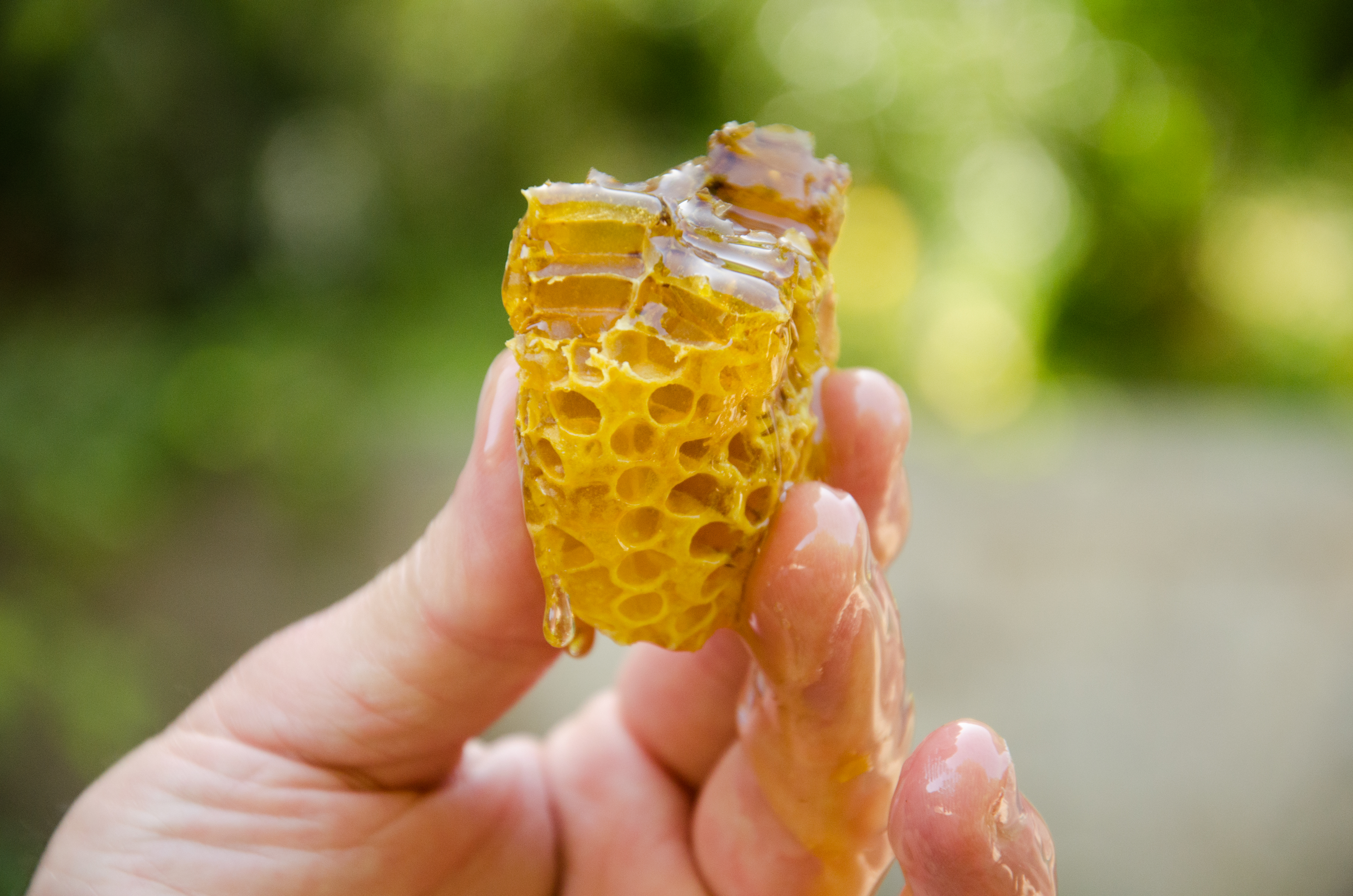
Il miele prodotto nei monti Iblei

La Sicilia ha un rapporto antichissimo con la produzione del miele. Cicerone nelle sue Verrine narra di come il pretore Verre a Siracusa, polis sorta sulla costa iblea, abbia rubato dal tempio del dio Bacco (il dio romano scopritore del miele) la statua di Aristeo: il protettore dell'agricoltura, colui che, come vuole il mito, insegnò agli uomini l'uso dell'olio, del latte e del miele, ovvero disse loro il segreto dell'apicoltura, e per far ciò giunse egli stesso in Sicilia.
Nella zona della chora siracusana, ma a stretto contatto con gli indigeni, dodici km a est di Camarina è stata rinvenuta una fattoria detta delle «Api» poiché si sospetta fortemente che in quell'ambiente avvenisse un ciclo produttivo legato al miele; situata su una falesia, in una delle ultime e più impervie gole del fiume Irminio, in prossimità della foce, la fattoria fu in uso nel V-IV secolo a.C. e all'interno del sito furono rinvenute delle grandi pithoi (giare), una cucina, dei magazzini e delle anfore greche-italiche. Si può dunque supporre che in quel luogo si producesse miele, così come era in uso fare nelle fattorie dell'Attica.

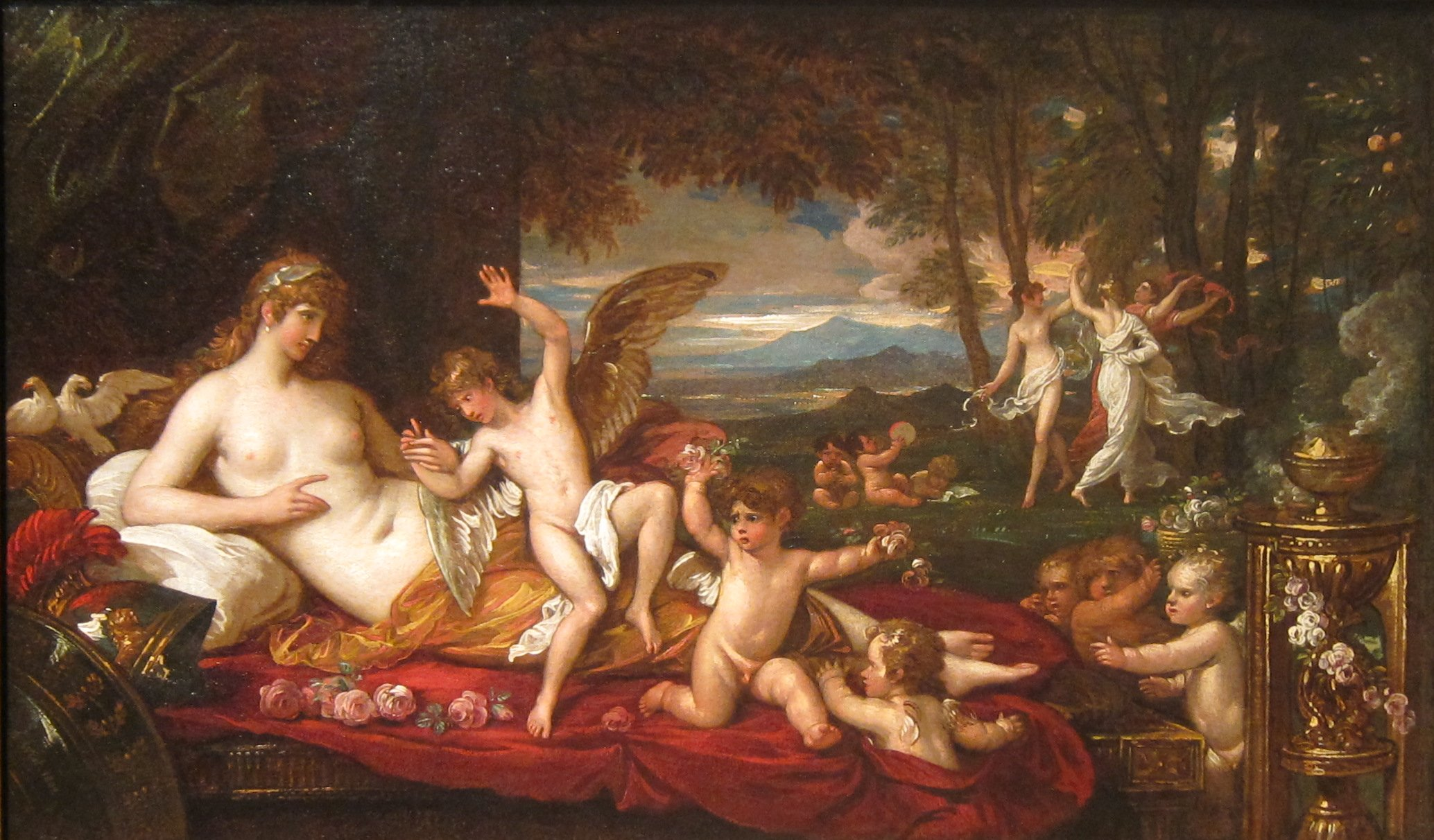
Venere consola Cupido punto da un'ape mentre tentava di sottrarre miele dall'alveare: mito elaborato da Teocrito nell'idillio Ladro di miele

Teocrito, poeta nato a Siracusa e vissuto alla corte dell'Egitto tolemaico, considerato l'inventore della poesia bucolica, citò in diverse occasioni il miele di Sicilia. Nell'idillio Le Siracusane egli dice che le donne della sua terra preparavano dolci al miele: «impastano con farina e fiori, con olio e miele e tante erbe aromatiche...» In un'altra sua opera, Le Talisie, egli fa cenno a delle «api d'oro presso le fonti», mentre in I mietitori informa che le massaie avevano l'abitudine di dolcificare «i loro pasticci col miele squisito e profumato». I versi stessi di Teocrito sono stati definiti «dolci come il miele ibleo».
Il miele era importantissimo per gli antichi, non solo perché coloro che lo generavano, le api, erano legate alla spiritualità e alla religione, ma anche perché esso rappresentava l'unico dolcificante all'epoca conosciuto.
Strabone disse che ai tempi dei Romani nella città distrutta di Megara Iblea (o Megara Ibla), sorta sulla costa iblea, continuava a perdurare il nome di Ibla per la bontà del miele che gli Iblei producevano. Ed è proprio con l'antica località di Ibla, il cui sito originario è di difficilissima individuazione, che il miele degli Iblei toccò l'apice della notorietà: i Romani ne hanno lasciato ampia testimonianza. Probabilmente, però, il miele di Ibla divenne così proverbiale presso l'antica Roma, e assunse come è noto un significato che andava oltre la normale esaltazione del miele, perché ad essa era legata la supremazia siracusana; quella supremazia che adesso apparteneva ai Romani, e Ibla, così vicina da essere coinvolta nei passati conflitti bellici degli aretusei, divenne emblema della dolcezza e della peculiarità della terra di Sicilia posta sotto l'egida di Roma:
(Carmelo Ciccia, Il mito d'Ibla nella letteratura e nell'arte, 1998, p. 92.)

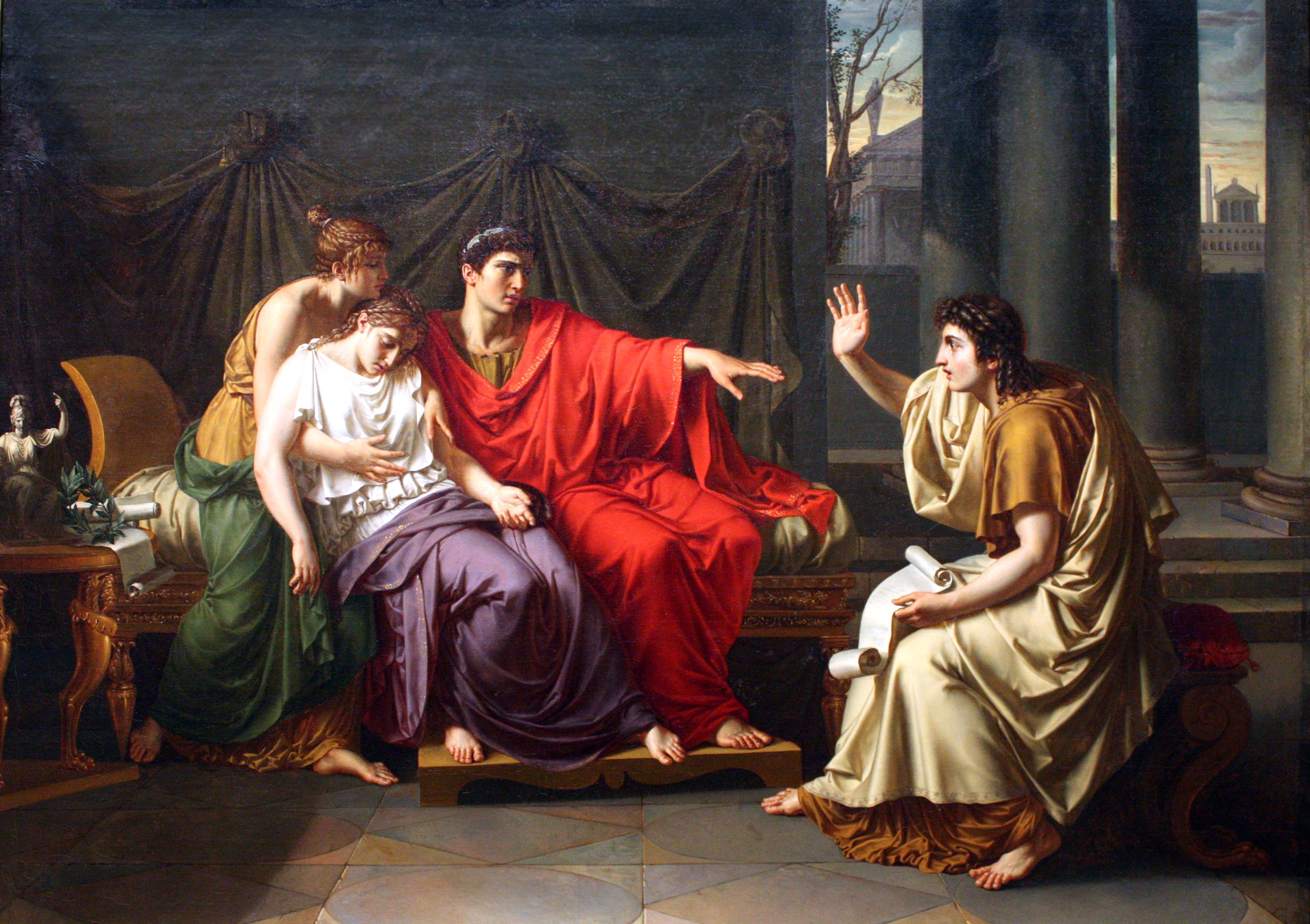
Dipinto raffigurante Augusto (con Ottavia) e Virgilio; entrambi gli uomini parlarono del miele ibleo nei loro testi

Virgilio, ad esempio, che parlò delle api iblee nella sua prima bucolica, le collocò curiosamente nella campagna di Mantova (sua patria natia) il che rende evidente che l'ape degli Iblei rappresentava per lui un «modello di riferimento, universalmente noto». Ed egli mostra di conoscere inoltre la pianta mellifera per eccellenza degli Iblei quando fa dire al suo personaggio Cordione: «Nerina Galatea, a me cara più del timo d'Ibla».
(Publio Virgilio Marone, ecloga I, vv. 53-55.)
L'imperatore Augusto nella lettera che egli scrisse al suo amico Gaio Cilnio Mecenate esordì dicendo:
(Gaio Giulio Cesare Ottaviano, Lettera a Mecenate, in Macrobio, II; trad. in Vita operosa d'Augusto, p. 20.)
Certamente il miele ibleo venne esportato in grande quantità. Marziale nei suoi Epigrammi accennò a delle «focacce inzuppate di timo ibleo» da spedire al suo amico. Ed è nuovamente Cicerone a informare della copiosa quantità di miele presente sul territorio, quando fa sapere che Verre fece esportare illegalmente da Siracusa, all'epoca capitale del commercio siciliano verso Roma grazie al suo grande porto, oltre all'oro, l'argento, vesti purpuree e frumento, anche grandi quantità di miele (vim mellis maximam Syracusis exportasse) e ben 400 anfore colme di miele. Non solo per imbandire le tavole, il miele ibleo veniva usato anche in medicina; scrisse di esso il medico greco antico Dioscoride Anazarbeo, vissuto al tempo di Nerone:
(Dioscoride Anazarbeo, De materia medica.)

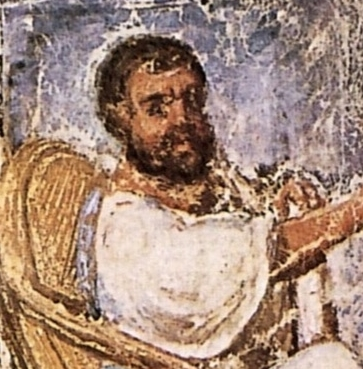
Ritratto del medico Dioscoride Anazarbeo dal Codex Aniciae Julianae

Così come già ne diede testimonianza il medico Quinto Sereno Sammonico, secondo il quale «succo di miele ibleo con fiele caprino» giovava agli occhi malati. A quanto pare la produzione di miele rappresentava per le popolazioni iblee anche il tributo da pagare all'urbe.
Lo scrittore di agricoltura Columella lasciò invece un'importante testimonianza sull'usanza di spostare gli sciami d'api in Sicilia, usanza che a questo punto sappiamo essere antichissima, facendo giungere sui monti Iblei le api dalle altre zone dell'isola, affinché queste potessero nutrirsi dei fiori tardivi che quei colli offrivano in abbondanza anche dopo la primavera. Marco Anneo Lucano nel suo Pharsalia sulla guerra civile romana, paragonò il richiamo di Catone verso i suoi soldati a quello del pastore ibleo che da buon apicoltore richiamava all'ordine le sue api che da indisciplinate divenivano diligenti, andando a raccogliere miele tra i fiori ed assicurando all'uomo la ricchezza della sua umile dimora.
Il miele ibleo fu talmente noto che esso venne impiegato anche per imbalsamare personaggi del calibro di Alessandro Magno: quando questi morì il miele ibleo fu impiegato per trasportare il suo corpo da Babilonia ad Alessandria d'Egitto:
(Publio Papinio Stazio, Silvae III, 11, 118.)
Grazie al miele ibleo, «attraverso il liquido trasparente che lo ricopriva, l'imperatore Augusto, visitando tre secoli dopo il mausoleo ad Alessandria, poté intravedere le fattezze del leggendario condottiero.»

## Nelle epoche successive

### Iltoposletterario
(William Shakespeare, Giulio Cesare.)

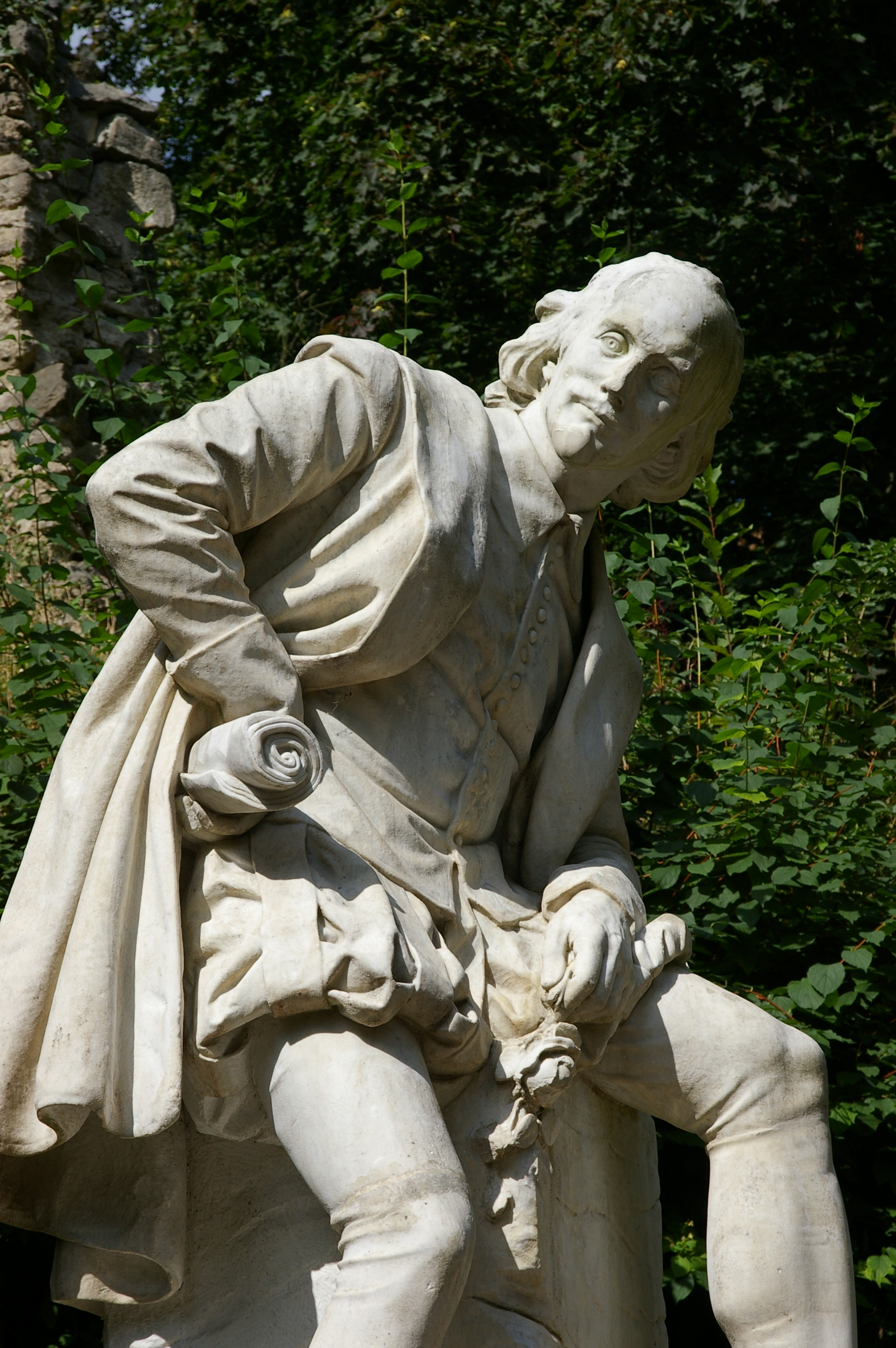
William Shakespeare adoperò il topos del miele ibleo nelle sue opere

L'epoca romana consacrò il miele ibleo legando a questi monti, a Ibla e quindi al nome stesso di «ibleo» l'aggettivo di dolce. Non è infatti raro, anzi tutt'altro, trovare nei testi medievali riferimenti ai luoghi iblei e al suo miele in contesto poetico, dove si parla di sinuosità e dolcezza ma anche di semplice riconoscimento con la terra di Sicilia. Nel II secolo il teologo Clemente Alessandrino chiamò il suo maestro Panteno, nativo siciliano, «ape sicula», si pensa che egli volesse appunto riferirsi alla fama del miele ibleo.
Aratore nel suo De actibus Apostolorum, edito nel 544, disse di Sant'Ambrogio che spiccava per gli «inni iblei» (ovvero inni dolci come il miele ibleo), poiché secondo una legenda quando era ancora un neonato delle api si posarono sulla sua bocca e vi depositarono del miele.

Gabriele D'Annunzio si definì un poeta non Ibleo, ovvero non dolce, punto curiosamente dall'ape che cercava solo quel che era Ibleo

Nel XII secolo il geografo Muhammad al-Idrisi affermò che da Iblàtasah scendeva il «fiume del miele» (nahr' al' asl); chiaro riferimento a Ibla, o a una delle Ible (anche se non se ne conosce l'esatta collocazione), e al suo rinomato miele: «importante sopravvivenza della fama del miele ibleo» asserisce lo storico Giovanni Uggeri.
Alle volte anche il latte materno è stato associato al miele ibleo; Giambattista Marino nel suo poema L'Adone, edito nel XVII secolo, ricordando il paragone tra latte e miele già fatto da Matteo Bandello nel secolo scorso, scrisse: «Stillan le Grazie il latte, ed è composto di mèl qual più soave Ibla mai fiocca.», ovvero il latte di Venere di cui si nutriva Amore (Cupido) era stato distillato dalle Grazie e composto da un miele paragonabile al più squisito d'Ibla.
Ibla è stato anche un nome di persona, sia maschile che femminile: alla donna è collegato il suo significato di dolce, gentile: scriveva alla fine del 1400 il toscano Agnolo Firenzuola «Isa la bella, Ibla la dolce»; dei nobili della casata valdostana di Challant portavano il nome derivato da Ibla: Ibleto di Challant, Ebalo I di Challant e Ebalo II di Challant; sono tutti derivati che conducono all'originario greco Ὕβλα da cui il francese Yblet e il latino Ebaletus; ma in questo caso più che al tòpos del miele si dovrebbe risalire all'origine di Ibla stessa per capirne il vero significato del nome, e ciò conduce al di fuori della Sicilia: in Asia minore dove vi era un'Ibla sede di indovini e in Siria dove vi era l'antico regno di Ebla (Ibla originariamente); nonostante anche qui vi fossero tracce di antichissime produzioni di miele.

### La produzione di miele

Le tre api dorate incise sullo stemma di Avola

Durante l'epoca bizantina, nel IX secolo, l'abate Giovanni di Montecassino definì la Sicilia «paradisum lactis et mellis» ovvero paradiso di latte e di miele; evidentemente vi doveva ancora essere una copiosa produzione di miele per giustificare l'espressione adoperata. Gli arabi con la loro dominazione sull'isola introdussero la coltura degli agrumi (originari dell'Asia meridionale) che si rivelerà fondamentale per le produzioni di miele ibleo alla zagara, e importarono inoltre la distillazione, dalla quale scaturì l'alambicco; strumento che sarà in seguito usato dagli abitanti di Sortino per comporre il noto liquore ibleo di miele; si narra che lo producessero fin dal X secolo.
Nel 1130, con l'approvazione di Ruggero II, Avola incise nel suo scudo tre api dorate, che secondo diversi studiosi dovevano simboleggiare l'abbondanza di miele prodotto nel suo monte. Anche il comune di Melilli adottò uno sciame d'api nel suo scudo: entrambe le cittadine sono legate al miele dei colli iblei, ed entrambe si dicono eredi dell'Ibla mellifera; l'origine dei loro toponimi, rispettivamente Ape o luogo pieno d'api (da Apola per Avola) e Miele (da Mel, Mellis per Melilli), condurrebbe all'antica produzione del miele ibleo. Va comunque sottolineato che in entrambe le località in quei tempi si produceva oltre che il miele anche la canna da zucchero; detta cannamela o canna mielata, e poiché la zona iblea, e in particolar modo Melilli, fino alla scoperta delle Americhe rappresentò il maggior centro di produzione per lo zucchero, è probabile che da essa derivi la propria fama; in forma ancor maggiore che per il miele puro.
Nel XVII secolo il botanico Paolo Silvio Boccone visitò i monti Iblei, lasciando testimonianza sull'apicoltura che in quei tempi vi si svolgeva:
(Trad. del passo in italiano corrente.)
Testimonianze sulla produzione di miele negli Iblei giungono anche dall'antica Contea di Modica, definita «terra del carrubo e del miele», inquadrata all'interno del Val di Noto e della provincia borbonica di Siracusa: nei primi del 1800 a Vittoria vi era un largo commercio di seta e di miele; a Chiaramonte Gulfi nello stesso periodo venne redatto il regolamento per «le maestranze de' maestri fascellari d'api» (espressione per definire gli apicoltori, molto nota anche a Sortino). Infine, il testo dei primi dell'800 di Giovanni Larber, accompagna ulteriormente l'attività apicola iblea verso il nuovo secolo; egli descrive la visita del naturalista Gian Battista Brocchi ai colli Iblei, affermando che il bassanese una volta assaggiato il miele prodotto a Melilli, lo trovò eccellente come il decantato antico nettare d'Ibla:
(Giovanni Larber, Elogio storico di Giovanni Battista Brocchi Bassanese..., 1828, p. 58.)

## La produzione del miele ibleo in tempi odierni

### Area di produzione

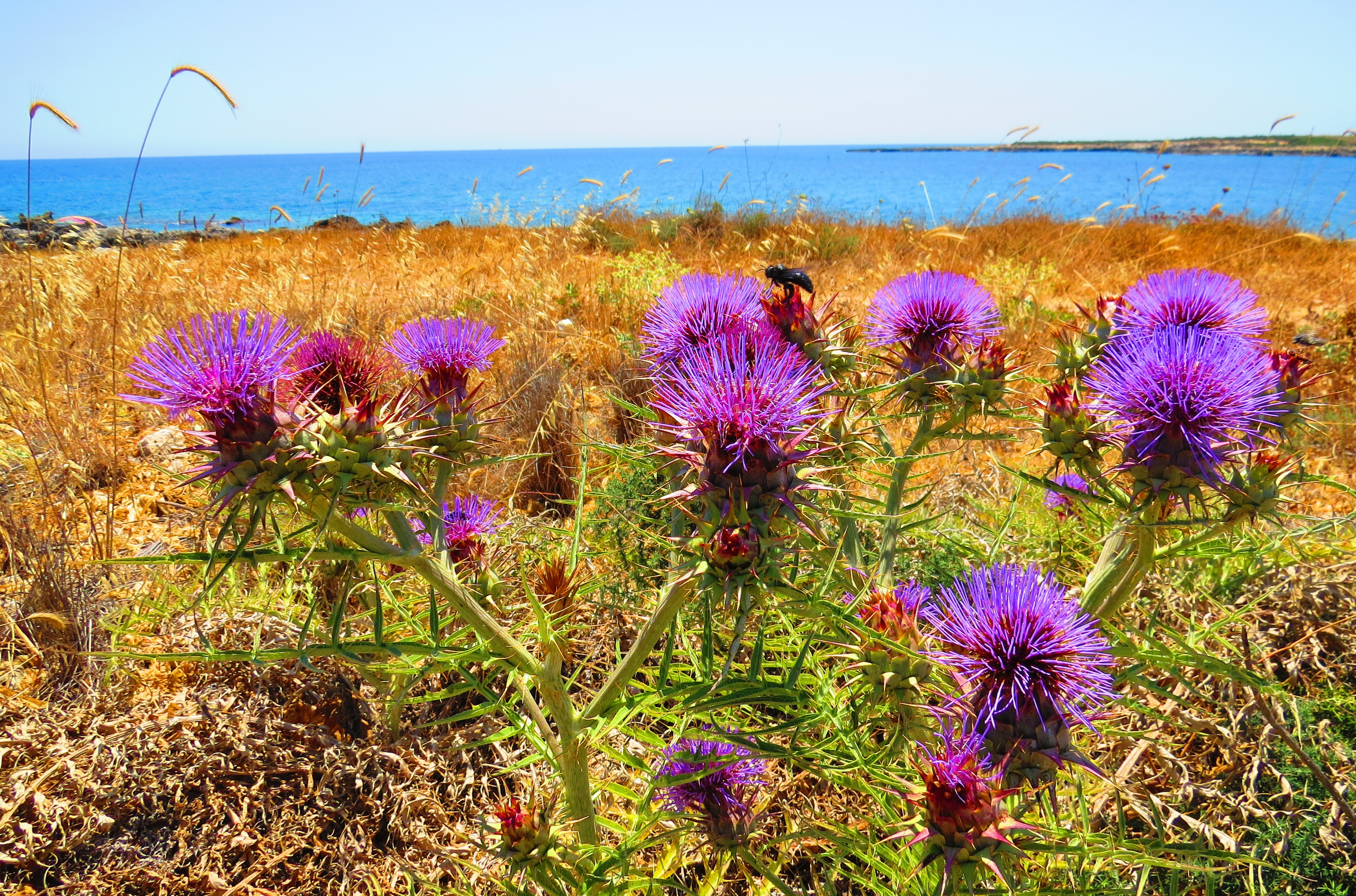
Fiori di cardo nell'estrema punta emersa degli Iblei: spiaggia di Siracusa

I monti Iblei sono un complesso vulcanico sottomarino spento da migliaia di anni, composto da roccia calcarea e conchiglifera. La sua vegetazione, definita particolare da un punto di vista biologico, gode della media altitudine, del clima temperato e della vicinanza del mare, oltre che delle acque sorgive, le quali nel corso dei secoli hanno scavato profonde vallate. Tutto ciò crea la situazione ideale per lo sviluppo dell'apicoltura.
In tempi odierni la principale produzione in Italia per il miele di timo è data proprio dai monti Iblei; su questi monti si produce miele di Thymbra capitata, che in lingua siciliana si chiama satra (dall'arabo زعتر, "zaʿtar"). Questo arbusto tipicamente mediterraneo predilige terreni e pendii aridi esposti al sole, ecco perché nelle pendici dei monti Iblei e lungo la costa marittima ha trovato il suo habitat ideale per prosperare.
La zona di produzione accoglie la maggior parte dei comuni che nascono sui colli Iblei. Numerose le testimonianze sugli apicoltori fin dall'inizio del XX secolo; a tal proposito scrisse la Rivista di apicoltura nel 1935:
(Rivista di apicoltura: bimestrale tecnicoscientifico, vol. 4, p. 158.)
Il comune di Sortino, che ricade nel libero consorzio comunale di Siracusa, e Zafferana Etnea, che ricade nella città metropolitana di Catania, sono stati 2 degli 11 comuni italiani a dar vita nel 2002 all'associazione nazionale de Le città del miele; che si pone come obiettivo quello di unire i maggiori produttori di miele in Italia. Sortino è altresì nota per essere sede di un'antica sagra del miele e di una Casa museo dedicata all'apicoltura tradizionale, gemellata dal 2008 con il primo museo pubblico di apicoltura in Italia, ad Oderzo.
Nel 2015 il miele prodotto da Sortino è stato insignito del premio denominato «Miele del Sindaco»; manifestazione organizzata dalle 24 Città del miele gemmate dall'Associazione Nazionale Comuni Italiani. La premiazione, che vuole segnalare annualmente il miele che si distingue di più nel mostrare un legame profondo con il suo territorio d’origine, ha avuto tra i riconoscimenti le seguenti motivazioni:
(Premiazione Città del miele 2015.)
La personale affezione territoriale dei sortinesi per la produzione di questo miele è invece descritta nella seguente motivazione:
(Premiazione Città del miele 2015.)
Nel 2013 la provincia di Ragusa si fece promotrice di uno studio per la definizione dei disciplinari dei mieli Igp, commissionandolo al docente di botanica dell'Università di Catania, con l'intenzione di avviare insieme alle province di Siracusa e di Catania, che rappresentano le altre due aree di produzione iblee (soprattutto quella siracusana), l'iter per far conferire al miele ibleo, già prodotto P.A.T. della Sicilia, il marchio Igp (Indicazione geografica protetta), «per la sua qualità e la sua tipicità», ma a parte un iniziale dialogo, non si conosce attualmente, 2016, l'esito o il progresso dell'iniziativa.
Lo storico Carmelo Ciccia, che si è occupato in maniera del tutto marginale della produzione odierna del miele Ibleo, inserendola nel contesto assai più ampio e approfondito dei suoi studi sul "mito d'Ibla", ha citato sul finire del suo lavoro l'etichetta che appare sopra i barattoli confezionati dagli apicoltori iblei, notando come questi ci tengano a specificare che il miele di timo ibleo che essi commerciano è prodotto esattamente nelle stessa maniera di quello che gli antichi iblei producevano millenni di anni fa.

### Tipi di miele ibleo

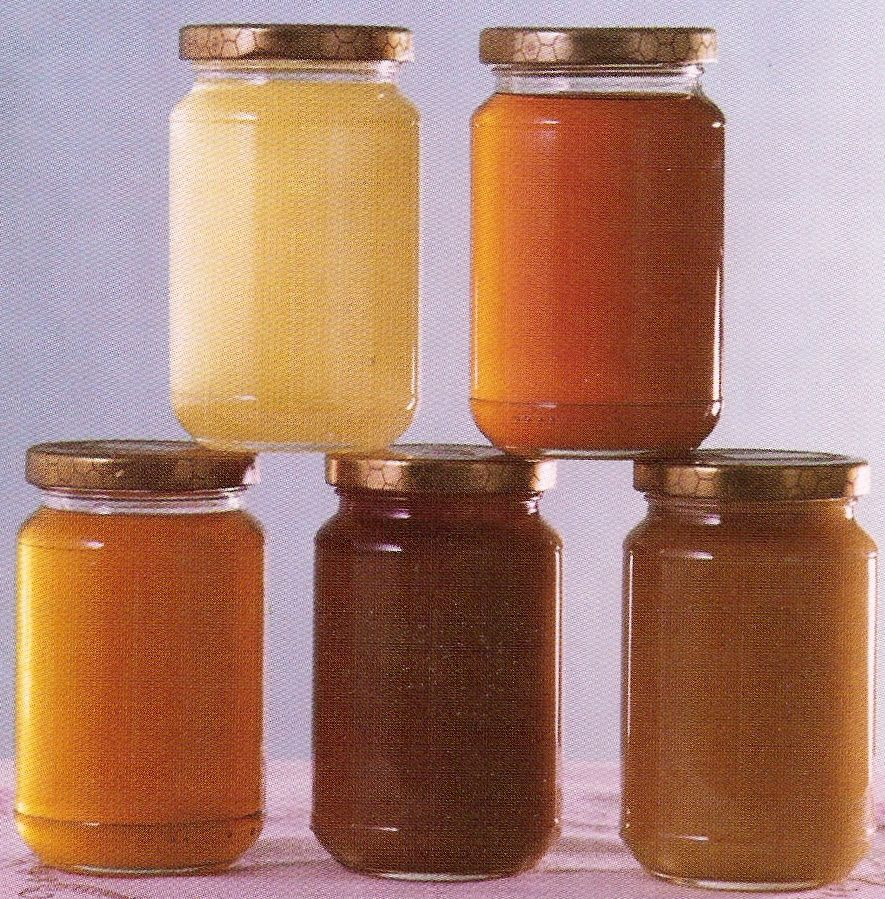
Vari tipi di miele ibleo

Il miele può essere di nettare o di melata; nel primo caso esso si suddivide in miele unifloreale (cioè derivato da un solo tipo di fiore) e miele multifloreale (da più tipi di fiori) che viene definito «miele millefiori». Negli Iblei prevale l'unifloreale, con l'esempio più noto di tutti: il miele di timo ibleo. Ma anche il millefiori è una costante della produzione; uno dei più apprezzati millefiori degli Iblei è il miele di cardo: proviene da più specie della famiglia floreale denominata cardus e presenta colore ambrato con sapore fruttato.
Il miele di melata è invece composto dalle sostanze secrete dagli insetti succhiatori che si trovano sulle parti vive delle piante. Il miele di melata degli Iblei è caratterizzato dagli agrumi in quanto le api raccolgono le secrezioni delle piante agrumicole e ciò conferisce alla melata un sapore più dolce e delicato rispetto al miele di melata di bosco; che è quella maggiormente prodotta nel resto d'Italia.
Analizzando nel dettaglio i principali e più particolari mieli prodotti nel comprensorio ibleo vi sono:
- Il miele di timo (in siciliano u meli di satra); si è parlato tantissimo della sua produzione nell'antichità. Odiernamente la zona iblea rappresenta ancora la principale culla di questa pianta e quindi la sua maggiore produzione mellifera in Italia. Il miele di Timo viene raccolto tra la fine di giugno e la metà di luglio. Il timo ibleo ha un sapore decisamente forte e speziato. Il suo colore è un intenso ambra.

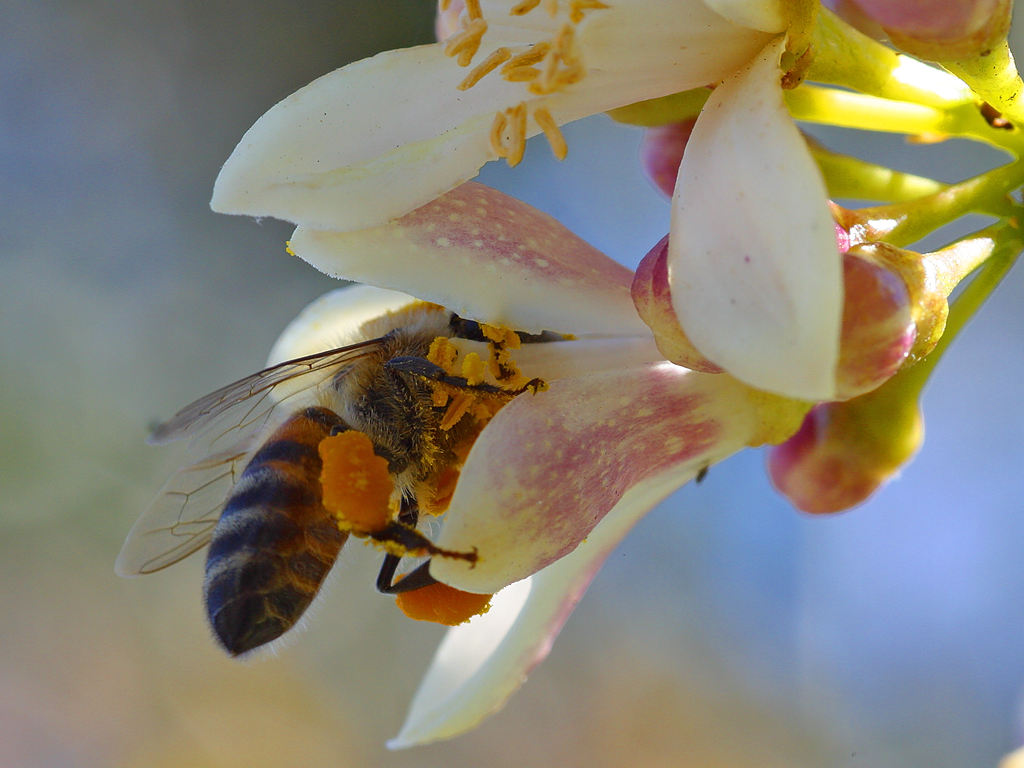
Ape succhia il nettare dal fiore d'agrume; Zagara

- Il miele di zagara d'agrumi (u meli di zàgara): essendo il siracusano la più vasta area limonicola della Sicilia (la superficie di coltivazione dedicata al limone di Siracusa è la più grande area limonicola non solo d'Italia ma dell'Unione europea) e rappresentando insieme al catanese e al ragusano anche la più vasta area per la produzione di arance (arancia Rossa di Sicilia), il miele di zagara ottiene qui i suoi più significativi risultati: questo tipo di miele ibleo è uno dei più apprezzati in commercio nel suo genere.[62]
- Il miele di eucalipto (u meli di eucalittu): è un miele balsamico, decisamente più denso rispetto agli altri tipi di miele.[62]
- Il miele di sulla (u meli di suḍḍa): pianta caratteristica del sud Italia, il miele da essa derivato si presenta estremamente chiaro e il suo sapore è leggero, di debole intensità, per questo viene preferito nell'uso generico della preparazione di piatti; in particolare nel torrone duro.[62]
- Il miele di carrubo (u meli di carruva): questo tipo di albero, peculiarità del Mediterraneo e della Sicilia, è molto presente nel comprensorio ibleo, il suo miele è di color caramello, medio-scuro e il suo sapore è di media intensità.[62]
- Il miele di castagno (u meli di castagnu): dal colore che varia dall'ambra al marrone scuro, ha un sapore molto forte, pungente.[62]